# 普耶什蒂鄉 (布澤烏縣)

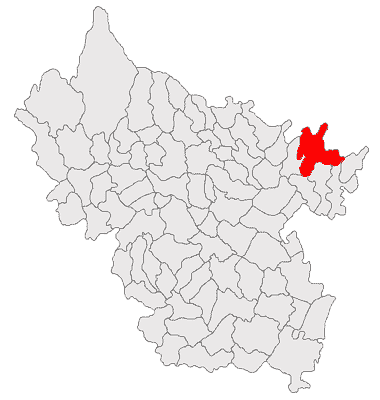
羅馬尼亞布澤烏縣普耶什蒂鄉

45°23′57″N 27°12′59″E / 45.39917°N 27.21639°E
普耶什蒂鄉（羅馬尼亞語：Comuna Puiești, Buzău），是羅馬尼亞的鄉份，位於該國東南部，由布澤烏縣負責管轄，面積100平方公里，海拔高度60米，2007年人口4,390，人口密度每平方公里44人。